# Kurpezova Gorica
Kurpezova Gorica – wieś w Chorwacji, w żupanii zagrzebskiej, w gminie Krašić. W 2011 roku liczyła 9 mieszkańców.